# Cole Turner
Cole Turner (gespeeld door Julian McMahon) is een personage in de hitserie Charmed. Hij was gedurende meerdere seizoenen de grote liefde van Phoebe Halliwell (Alyssa Milano).

## Rol in de serie
Cole komt aan het begin van seizoen 3 als een advocaat langs bij de zussen. Wat zij nog niet weten is dat hij in werkelijkheid de demon Belthazor is, die door de Source wordt gestuurd om de Charmed Ones uit te schakelen. Hij doet dat via Phoebe, maar later wordt hij verliefd op haar. Uit liefde voor haar loopt hij over naar de kant van de Charmed Ones. De Source pikt dit verraad niet, en probeert Cole te laten doden. Uiteindelijk komt de waarheid over Coles identiteit aan het licht, en is Phoebe genoodzaakt hem te vernietigen. Op het laatste moment krabbelt ze terug, en zet ze samen met Cole zijn dood in scène.
Later in de serie komt de waarheid aan het licht. Uiteindelijk zijn de zusjes toch gedwongen Cole te bevechten. Ze vernietigen echter alleen zijn demonische helft, Belthazor, zodat de mens Cole overblijft. Als mens heeft Cole geen krachten meer. Dat verandert wanneer hij de nieuwe Source wordt, nadat de vorige door de zussen is verslagen. Zijn menselijke helft probeert hiertegen te vechten, maar de Source blijkt toch sterker. Zijn relatie met Phoebe bloeit weer even op. Phoebe raakt zwanger van hem, en wordt zo bijna de koningin van de onderwereld. Om dit te voorkomen, doden de zussen Cole. Het kind van Phoebe en Cole wordt afgenomen door de Seer, die het in haar eigen buik plaatst. Ze kan echter de slechte krachten van het kind niet aan en wordt vernietigd. Ook Cole wordt vernietigd.
Verslagen demonen komen terecht in een speciale dimensie waar ze veranderen in stof, dat wordt opgegeten door een beest. Hier komt Cole terecht, maar omdat hij half mens is, blijft hij in zijn menselijke vorm. Hij vindt een manier om de krachten van de verslagen demonen te bemachtigen en wordt zo zeer krachtig en onkwetsbaar. Cole vermoordt het beest en keert terug naar San Francisco, waar hij Phoebes liefde probeert terug te winnen. Zij moet echter niets meer van hem weten.
Cole bedenkt dat Paige de oorzaak is van zijn probleem, en sluit zich aan bij de Avatars. Met deze nieuwe krachten keert hij terug in de tijd en zorgt hij ervoor dat de zusjes Paige niet leren kennen. Toch, door een gelukkig orb-ongelukje blijft Paige in leven en komt ze terecht in een wereld die zich in slechte toestand verkeert. Cole ontdekt dat Phoebe zelfs in zijn nieuwe wereld niet van hem houdt. Coles manipulatie van de tijdlijn heeft echter ook een nadelig effect op hemzelf; in deze nieuwe tijdlijn is hij nog gewoon Beltahzor en niet de machtige onkwetsbare demon die hij in de originele tijdlijn was geworden. Zodoende is hij weer sterfelijk. De zusjes maken hiervan gebruik om Cole definitief te doden.
Cole heeft nog een laatste optreden in de aflevering "The Seven Year Witch". Hierin blijkt hij na zijn dood vast te zijn komen zitten in een dimensie tussen leven en dood genaamd "de limbo zonder liefde".
Hij keert terug in de stripreeks waarin hij Piper helpt te ontsnappen uit een andere dimensie. Later vraagt Patty Halliwell aan Cole om Prue te gaan zoeken. Hij vindt haar in Salem, waar ze onder een nieuwe schuilnaam leeft. Hij luistert naar Prues verhaal en belooft haar met rust te laten. Hij komt Paige echter tegen die op zoek is naar een jonge heks (die net door Prue werd geholpen) en waarschuwt haar om niet naar binnen te gaan. Paige vertrouwt Cole niet en gaat toch naar binnen waar ze Prue ontmoet. Hij zoekt hulp bij Phoebe en Piper maar die wantrouwen hem en beschuldigen hem van alle recente problemen. Phoebe is niet blij met Coles terugkeer maar Coop vindt dat Phoebe hem een kans moet geven. Later helpt hij de zussen met het verslaan van Rennek en vraagt hij vergiffenis aan Phoebe. Hij beslist om samen met Prue naar Salem te gaan om daar jonge heksen te helpen. Voordat hij vertrekt, onthult hij dat Phoebe zwanger is van een tweede dochter.

## Krachten
- Energiebal: Een bal met bliksem wordt gebruikt om heksen en andere wezens mee te doden
- Schemeren: Van de ene plek naar de andere plek komen.
- Vuurbal: Een bal van vuur die wordt gebruikt om heksen en andere wezens mee te doden